# Шанчы (сумон)
Сумон Шанчы — административно-территориальная единица (сумон) и муниципальное образование со статусом сельского поселения в Чаа-Хольском кожууне Тывы Российской Федерации.
Административный центр и единственный населённый пункт сумона — село Шанчы.

## Население
| 2017 | 2018 |
| ---- | ---- |
| 322  | ↘317 |